# Monica Bertini
Monica Bertini (Parma, 14 maggio 1983) è una giornalista e conduttrice televisiva italiana, specializzata nel settore sportivo.

## Biografia
Terminati gli studi al liceo linguistico, lascia Parma per trasferirsi a Milano, dove si iscrive alla facoltà di scienze della comunicazione e dello spettacolo all'università IULM. Dopo la laurea, con la tesi dal titolo "La notizia tra etica giornalistica e etica giudiziaria", frequenta un master in giornalismo sportivo televisivo per iniziare il proprio percorso professionale, che la porta a muovere i primi passi in ambito locale tra È Tv e Radio e Tv Parma diventando, nel 2010, giornalista pubblicista nell'ordine dei giornalisti dell'Emilia-Romagna.
Dopo la gavetta, nel gennaio 2013 viene ingaggiata da Sportitalia, dove è prima come conduttrice del telegiornale Sportitalia24, poi dei programmi dedicati al campionato Serie B (Speciale Serie B e Speciale Serie B Live), nonché dei programmi quotidiani legati ai temi di calciomercato e all'attualità calcistica di Sportitalia (Aspettando Calciomercato, Speciale Calciomercato, Solo Calcio). Nel febbraio del 2014 approda a Sky Sport, dove è tra le conduttrici del telegiornale di Sky Sport24, oltre a condurre la trasmissione Campo Aperto Serie B.
Conclusa l'esperienza a Sky, nel 2016 passa a Mediaset, dove si divide tra Premium Sport e Italia 1. Inoltre è conduttrice e autrice di Serie A Live, trasmissione domenicale dedicata al massimo campionato di calcio con i pre e i post-gara e le interviste ai protagonisti delle partite del turno di Serie A; Casa Premium e Road to Cardiff, programmi dedicati alle finali di UEFA Champions League del 2015-2016 e 2016-2017. Nel frattempo sostiene l'esame di stato e diventa giornalista professionista. L'emittente in chiaro, invece, la sceglie come conduttrice del tg sportivo Sport Mediaset e della Supercoppa europea del 2016. In occasione del campionato del mondo di calcio del 2018, Italia 1 le affida prima il sorteggio dei calendari, poi il programma giornaliero Casa Russia di cui è una delle autrici.
Sempre in occasione del campionato del mondo di Russia 2018 è stata ospite fissa del programma di Canale 5 Balalaika - Dalla Russia col pallone e opinionista di altri programmi sportivi come Mai dire Mondiali FIFA e Tiki Taka - Il calcio è il nostro gioco. Conduttrice di Hit on Ice, tradizionale evento del Capodanno di Italia 1 e talent del programma Drive Up, per La5 partecipa al programma sul fitness Gym Me Five e alla sitcom Ricci e Capricci. Madrina della stagione 2019-2020 di Serie B, è stata scelta come presentatrice dei calendari del campionato cadetto anche per la stagione successiva, con la cerimonia tenuta a Pisa in piazza Duomo il 9 settembre 2020.
Dopo aver sostituito la collega Giorgia Rossi per una puntata di Pressing Serie A in quell’anno, dal 22 agosto 2021 conduce insieme a Massimo Callegari alla domenica sera Pressing - Prima serata su Rete 4 prima e Pressing su Italia 1 poi; nella stessa stagione presenta lo Speciale Qualifiche Mondiali sul 20, il tg di Sport Mediaset su Italia 1, le puntate di Tiki Taka su Italia 1 del 10 e del 17 gennaio 2022 con Piero Chiambretti collegato da casa per la positività al COVID-19 oltre a Supercoppa italiana LIVE e Coppa Italia LIVE. Nella stagione 2022-2023 conduce ancora il tg di Sport Mediaset, Coppa Italia LIVE, Supercoppa italiana LIVE e Pressing alla domenica sera e al mercoledì per i turni infrasettimanali su Mediaset Infinity e Italia 1 sempre affiancata da Massimo Callegari oltreché Ballon d'Or, lo speciale per la premiazione del Pallone d'oro 2022, sul 20. Nell'estate del 2023 conduce la Partita del Cuore per la Romagna e il primo Trofeo Silvio Berlusconi sempre su Canale 5.
Dall'8 luglio al 30 agosto 2024 è tornata su Rete 4 per condurre il programma pomeridiano Diario del giorno, dove è tornata nuovamente per sostituire Sabrina Scampini dal 30 dicembre 2024 al 3 gennaio 2025. Dal mese di agosto del 2024 ha iniziato la nuova stagione ancora alla conduzione di Pressing oltre a Coppa Italia, Supercoppa italiana LIVE e Mondiale per club LIVE.

## Vita privata
È stata sposata dal 2011 con il calciatore Giovanni La Camera, da cui poi si è separata nel 2022. Si professa cattolica.

## Programmi televisivi
- Aspettando Calciomercato,  Speciale Calciomercato,  Solo Calcio (Sportitalia, 2013)
- Speciale Serie B e Speciale Serie B Live (Sportitalia, 2013)
- Sky Sport 24 (Sky Sport, 2014)
- Campo Aperto Serie B (Sky Sport, 2015-2016)
- Casa Premium - Champions League (Premium Sport, 2016)
- Supercoppa europea (Italia 1, 2016)
- Road to Cardiff - Champions League (Premium Sport, 2017)
- TG4 (Rete 4, 2017)
- Serie A Live (Premium Sport, 2017-2018)
- Tiki Taka - Il calcio è il nostro gioco (Italia 1, Canale 5, 2017-2018)
- Sorteggio della Coppa del mondo 2018 (Italia 1, 2017)
- Casa Russia (Italia 1, 2018)
- Balalaika - Dalla Russia col pallone (Canale 5, 2018)
- Mai dire Mondiali FIFA (Mediaset Extra, 2018)
- Gym Me Five (La5, 2019)
- Ricci e Capricci (La5, 2019)
- Hit on Ice (Italia 1, 2019)
- Calendario della stagione 2019-2020 di Serie B (Rai Sport-DAZN, 2019)
- Drive Up (Italia 1, 2019)
- Pressing Serie A (Italia 1, 2020)[27]
- Sport Mediaset (Italia 1, dal 2021)
- Pressing - Prima serata (Rete 4, 2021)
- Speciale Qualifiche Mondiali (20, 2021-2022)
- Pressing (Italia 1, dal 2021, Mediaset Infinity, dal 2022, Canale 5, dal 2024)
- Coppa Italia LIVE (Italia 1, dal 2021, Canale 5, 20, dal 2022)
- Tiki Taka - La repubblica del pallone (Italia 1, 2022)[28]
- Supercoppa italiana LIVE (Canale 5, dal 2022)
- Ballon d'Or (20, 2022-2023)
- La partita del cuore per la Romagna (Italia 1, 2023)
- Trofeo Silvio Berlusconi (Canale 5, 2023-2024)
- Diario del giorno (Rete 4, 2024-2025)
- Mondiale per club LIVE (Canale 5/Italia 1, 2025)
- Diario del giorno Speciale -   Addio Pippo (Rete 4, 2025)